# Oloví
Město Oloví (německy Bleistadt) se nachází v okrese Sokolov v Karlovarském kraji. Leží v polovině cesty mezi Sokolovem a Kraslicemi, nad řekou Svatavou. Je obklopeno rozsáhlým, převážně smrkovým porostem. Zdejší lesy a okolí se značenými turistickými stezkami. Obec se nachází v nadmořské výšce 528 metrů. Žije zde přibližně 1 600 obyvatel.

## Název
Název města byl zvolen jako odkaz na olověné doly v okolí. V historických pramenech se jméno objevuje ve tvarech: pleystat (1523), Pleystadt (1654), Bleystadt (1785), Bleistadt (1847) a Oloví nebo Bleistadt (1875).

## Historie

### Založení a nejstarší historie
Na katastru nynější obce Oloví se před jejím založením nacházely menší sídelní útvary. Mezi Olovím a Horním Studencem to byl dvorec Kaltenbrunn, ten však roku 1350 zanikl. Později se ještě dlouho připomínal v místních názvech (1480 Die Ode im Kaltenprunn, 1523 se les v místech bývalého dvorce nazýval Khalterbun, 1548 Khalterban). Východněji to byl dvorec Altenberg, založený roku 1350, zanikl počátkem 17. století. V roce 1350 byla rovněž založena vesnice Hory (Horn), severovýchodně od Oloví. Hory byly po násilném vyhnání sudetských Němců vyrabovány a ponechány svému osudu, postupně zanikly. V současnosti je místní částí Hory myšleno sídliště převážně obecních čtyřpatrových domů postavené koncem padesátých a začátkem šedesátých let 20. století.
Oloví založil Štěpán Šlik (1487–1526), přesné datum založení není známo. Šlikové byli významní důlní podnikatelé. Vlastnili doly na stříbro v Přísečnici, Božím Daru, Vejprtech a v Jáchymově, dále doly na měď v Měděnci, Jáchymově a Kraslicích, na rtuť v Lubech, na cín v Jáchymově a na Přebuzi, na železo v Jáchymově a Měděnci a doly na olovo v Krajkové a Oloví.
V Oloví se od jeho vzniku těžilo olovo a v menší míře i stříbro. Význam olovských dolů stoupal, proto Štěpán Šlik povýšil Oloví roku 1519 na městečko. Předpokládal jeho rozvoj a zahájil tomu odpovídající výstavbu. Při parcelaci rezervoval místo pro kostel, který byl postaven v letech 1524–1603. Byl to první luteránský kostel na Loketsku, který byl jako takový postaven. Z roku 1524 pochází také zmínka o Oloví v básni o jáchymovském okolí od Hanse Rutharda. Obec se zde jmenuje ve středověké němčině Pleystadt (Pley = Blei = olovo). Roku 1524 byl do Oloví přenesen horní úřad z blízké Krajkové, ve které se doly již vyčerpávaly a tím místo ztrácelo na významu. Od téhož roku je vedena olovská horní kniha.
5. listopadu 1539 přišel do města Vitus Kalle, první luteránský farář. Do té doby patřilo Oloví farou do Krajkové. Nejpozději do poloviny 16. století mělo město svoji pečeť a znak. Ten tvořily tři zkřížené hornické nástroje – mlátek, želízko a lopatka, totéž bylo vyobrazeno na pečetidle.
Roku 1545 museli Šlikové odstoupit všechny doly, tedy i olovské, králi Ferdinandovi I., zůstali však jejich podílníky. Pravděpodobně proto se roku 1547 zúčastnili protidynastického povstání. Po jeho potlačení král zabavil Šlikům hartenberské panství, na kterém se nacházelo Oloví a další doly. O rok později obdrželi Šlikové za zabavený majetek náhradou panství Krasíkov (Švamberk) na Plzeňsku. Krále to mnoho nestálo, protože krasíkovské panství zabavil Volfovi mladšímu Krajíři z Krajku za účast na témž povstání. Hartenberské panství patřilo Ferdinandovi I. od roku 1547 až do 15. prosince 1551, kdy je zastavil Jindřichovi z Plavna (Heinrich von Plauen). 16. listopadu 1558 udělil král horní práva pro Oloví, do té doby zde platila jáchymovská horní práva. Někdy před tímto rokem mělo město již vlastní školu.
Dne 2. června 1561 oddělil Ferdinand I. Oloví i s blízkými doly od hartenberského panství a povýšil ho na královské horní město. V privilegiích, která mu při tom udělil, je přiznáno osvobození od daní a služebností, povoluje se stavba domů, drtiček rudy, pivovarů, lázní, smí se proti lesní dani brát palivové dříví a kamení z loketských lesů. Jmění a statky obyvatel, které si koupí nebo podědí, mohou svobodně prodávat a odkazovat. Obyvatelé se mohou volně stěhovat. Též se může podle volné výměry vařit a čepovat pivo, péci, porážet dobytek a provozovat různá řemesla. Dovoluje se sobotní týdenní trh a potraviny na něm prodávané jsou osvobozené od mýta a dávek. Dobytek se může pást na císařských pozemcích. Městu je propůjčeno hrdelní právo a právo dosazovat učitele a faráře. Všechna tato práva byla obvyklá v královských horních městech, mimo práva dosazovat učitele a faráře, které většinou určovaly královské úřady. I to ukazuje na význam, který král Oloví přikládal.
Od roku 1563 se vede olovská matrika. Dne 25. července 1580 povýšil král a císař Rudolf II. Oloví na svobodné horní město a potvrdil mu udělená privilegia. Téhož roku povolil stavbu mostu přes Svatavu. Dne 15. února 1594 udělil právo pečetit červeným voskem a nový polepšený znak. Starý znak se nadále používal na malé městské pečeti.
V devadesátých letech 16. století dosahovaly olovské doly hloubky 400 m, což byla největší hloubka v celém Krušnohoří. Proto se zde musela na odvodnění štol používat čerpadla na vodní pohon. Během 16. století přicházeli do Oloví horníci hlavně ze Saska. Dne 18. října 1613 potvrdil král Matyáš privilegia. Na listině jsou podepsáni kromě něho Rudolf N. Bensdorf a Vilém Slavata z Chlumu a Košumberka.

### Třicetiletá válka a po válce
V průběhu třicetileté války (1618–1648) přitáhli do Kraslic a na Hartenberk Švédové, Sasové a Bavoři. Tyto události postihly i Oloví. Ve zprávě z roku 1647 je napsáno, že v městě zůstalo šedesát malých a špatných domků, zcela zpustošených, z nichž třetina neměla ani majitele. Vypukla epidemie, pravděpodobně morová. Válka se složitě projevila i v církevních poměrech, což prameny popisují podrobněji, než hospodářskou i demografickou situaci. Roku 1624 odešel z Oloví vlivem protireformace David Troll, poslední stálý zdejší luteránský duchovní. Obyvatelstvo zůstalo nadále luteránské. Po bitvě u Lipska roku 1631 vtrhli Sasové do Čech a s nimi se vraceli protestanti, kteří předtím z Čech odešli. Do Oloví přišel vyhnaný diákon Baltasar Gallus. Ten zde ještě roku 1632 křtil a kázal. Roku 1636 bylo Oloví luteránské, ale obyvatelé žádali královské úřady o katolického duchovního. Proto je dočasně přibral do své farnosti Petrus Schenberger z Krajkové, cisterciák z kláštera v Ebrachu v Bavorsku. Rekatolizace probíhala pozvolna a úředně bylo Oloví katolické od 2. října 1650. Roku 1652 šlo z Oloví první procesí na Chlum, poutní místo nedaleko Kynšperka. Olovský kostel byl již vybaven katolicky.
Ferdinand III. znovu 7. září 1652 potvrdil všechna městská privilegia. Na listině jsou také podepsáni Vilém Albrecht z Kolovrat a hrabě Zikmund z Valdštejna. Dne 13. února 1662 byl instalován první katolický farář, Wilhelm Laube, rodák z Jáchymova. Roku 1680 vypukla v Čechách morová epidemie a zasáhla i Oloví. Tuto událost připomínala nástropní malba v kostele.
Roku 1690 byl založen hudební spolek, činný až do roku 1870. Ke konci 17. století se začal v dolech používat střelný prach na lámání skal. Do té doby se těžilo ručně. 2. května 1700 zachvátil město velký požár. Vyhořelo deset domů, jeden z nich patřil městskému písaři, škola a radnice, kde shořely horní knihy a většina dokumentů. Přestože se význam těžby rudy zmenšoval, bylo ještě v roce 1750 v olovských dolech šest směn v týdnu (denně dvě směny). V roce bylo 31 placených svátků a 7 placených zpola. Padly-li na jeden týden dva svátky, platil se jeden a druhý začínal až druhou směnou. Týdenní mzda předáka činila 1 zlatý 9 krejcarů, horníka 1 zlatý, vymílače rudy 56 krejcarů, roztloukače 42 krejcarů, nájemného havíře 56 krejcarů, pacholka u rumpálu 48 krejcarů, naražeče s pomocníkem 27 krejcarů. Nejnižší mzdu dostávali pomocníci, a to 18 krejcarů. V dolech se v té době začaly nacházet červené granáty. V roce 1766 bylo ze 47 dolů a šachet jen 19 v provozu. Zaměstnáno zde bylo 222 pracujících. Důl sv. Jana měl 98 zaměstnanců, důl sv. Ondřeje 63 zaměstnanců. Ostatní doly byly velmi malé, někde se těžilo jen v jámě s jedním či dvěma horníky. 17. ledna 1785 potvrdil Josef II. naposled dosud získaná privilegia. Od téhož roku se začíná úředně užívat název města Bleistadt místo starého Pleystadt.
V roce 1776 byl založen špitál. Jeho majetek měl hodnotu 141 zlatých a 481 krejcarů vídeňské měny a jeho příjmy činily 36 zl. 24 kr. Ve špitále bylo ubytováno deset chudých s ročními příjmy 32 zl. 5 kr. z fondu, který založil Paul Anton Klug von Grünenberg. Byl to olovský důlní podnikatel, působící na přelomu 17. a 18. století. Fond byl založen roku 1717.

### Období průmyslové revoluce
Na začátku 18. století se začalo u Sokolova a na jihu hartenberského panství těžit uhlí. Do tamních uhelných dolů odcházeli pracovat i olovští horníci. Proto bylo roku 1805 v olovských dolech zaměstnáno jen 149 osob.
Roku 1836 byla postavena nová škola (dům č.p. 167). V roce 1845 měl špitál čtyři zaměstnance, kteří dohromady dostávali roční plat 62 zl. 24 kr., dále na činži 20 zl., na otop 22 zl. a na světlo 8 zl. 20 kr. Hodnota špitálního majetku vzrostla na 9 412 zl. 43 1/2 kr., příjmy činily 363 zl. 19 1/2 kr. Z takto rozsáhlého špitálu je vidět, že i když doly byly z větší části vyčerpány, Oloví zůstávalo nadále bohatou obcí. Na počátku čtyřicátých let 19. století se také dvakrát do roka konal v Oloví velký trh na střižní zboží, sukno a kožešiny. Tyto trhy probíhaly na nynějším Horním náměstí. Ke konci čtyřicátých let 19. století však dochází k všeobecné krizi rudného dolování v Krušných horách. Oloví během několika let zchudlo tak, že v roce 1847 nastává hladomor. Nezaměstnanost nutila obyvatele k vystěhování nejen do všech koutů rakouské monarchie, ale i do Německa. Cílem pro mnohé byl Delmenhorst (severozápadní Německo), kde postavil továrnu podnikavý nejdecký průmyslník a přijímal přednostně krušnohorské krajany. Ti, kteří v Oloví zůstali, čelili bídě drobným zemědělstvím, výrobou dřevěných hraček, zpracováním perleti nebo tkaním krajek.
Roku 1854 byla vybudována nová silnice, spojující silnice ze Sokolova do Liboce a ze Sokolova do Kraslic. Díky této spojce se začalo dařit ve městě obchodnickým živnostem. V roce 1869 se otevřel v Oloví poštovní úřad. Od roku 1875 je vedle německého názvu Bleistadt zaveden český název Oloví. Do té doby se někdy překládal německý název nesprávně Olovnice. Češi v té době v Oloví nežili, pouze v některých okolních obcích tvořili menšinu.

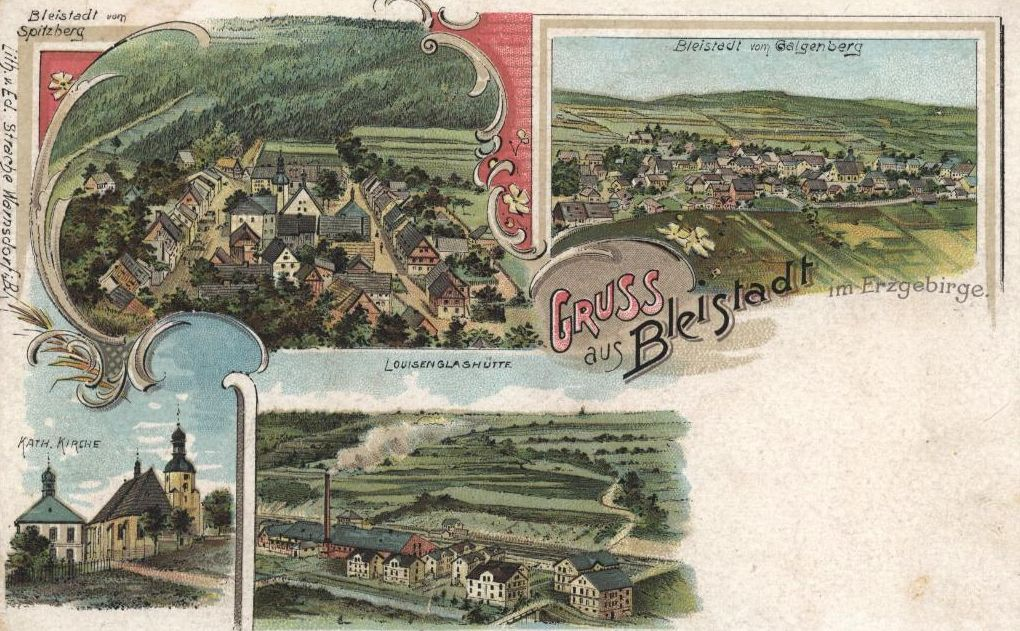
Oloví na přelomu 19. a 20. století

Roku 1876 byla postavena Sokolov–Kraslice se stanicí Oloví. Za deset let byla trať prodloužena do Klingenthalu a dál do Saska. Roku 1882 byla postavena nová radnice. Rozvoj města pokračoval otevřením košíkářské školy v roce 1893. Zásadním obratem ve vývoji města bylo však postavení sklárny. Její stavba začala v létě 1891 a provoz byl zahájen 22. července 1893. Původní název sklárny byl Loisenhütte. Hlavním produktem bylo tabulové sklo získané foukáním. Sklárna znamenala nové pracovní příležitosti a do Oloví se začalo vracet vystěhovalé obyvatelstvo nebo i jejich potomci. V roce 1902 měla sklárna 209 zaměstnanců. Od roku 1908 se závod dostal do rukou První české akciové společnosti pro výrobu průmyslového skla.
Roku 1894 začaly přípravy na zbourání kostela, aby se mohl vystavět nový, větší. Začalo se také uvažovat o stavbě nové školy. Roku 1895 byla pro ni vybrána vhodná parcela a roku 1896 již byla nová škola (čp. 108) zkolaudována. Její stavba stála 25 tisíc zlatých. Stará školní budova byla mezitím upravena na provizorní kostel. Starý kostel se boural v letech 1895–1897. Při tom se našly ve věži české groše ze 13. století. Základní kámen nového kostela byl položen 23. září 1901, vysvěcení bylo 29. září 1902. Do nového kostela byla ze starého přenesena tři okna, vyrobená v Norimberku roku 1603.

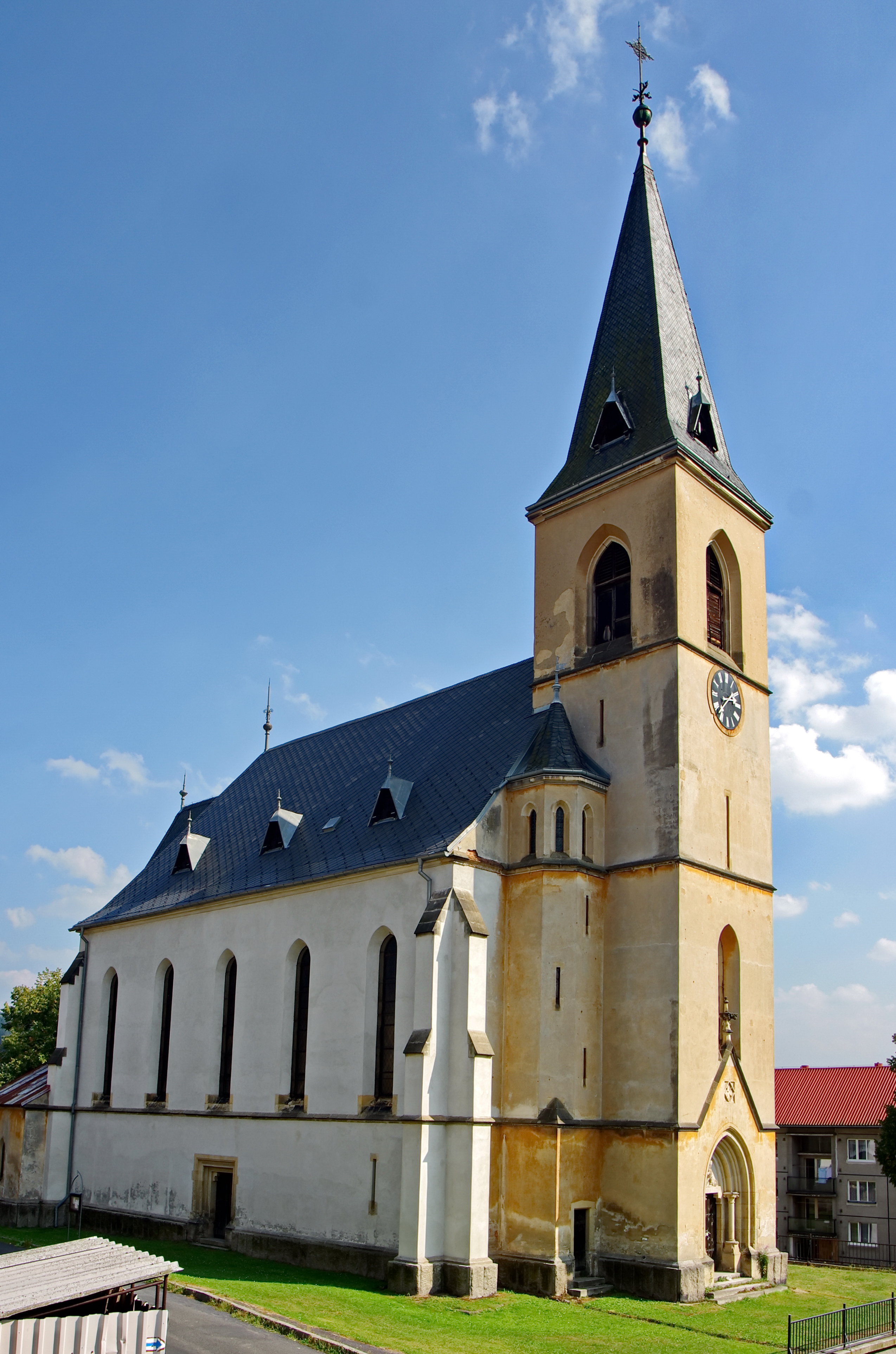
Novogotický kostel svatého Michaela archanděla z let 1901–1902

Do konce 19. století byly doly opuštěny, pouze v dole Ignaciově se těžila železná ruda a leštěnec olověný. Na začátku 20. století se již ani zde nepracovalo. Přesto hospodářství města nestagnovalo, především díky sklárně, bohaté obchodní síti a drobným řemeslníkům. Na přelomu 19. a 20. století byly v Oloví tyto živnosti: 7 pekařství, 5 obuvnictví, 4 řeznictví, 4 mlýny, 2 pily, 6 krejčovství, 4 hokynáři a zelináři, 3 povoznictví, 3 provozy na soustružení dřeva, 6 truhlářství, 4 klempířství, 3 koželužny, 2 hrnčířství a kamnářství, 1 velkoobchod, 1 obchod s hudebními nástroji, 1 kovářství, 1 kožišnictví, 1 knihkupectví, 1 knihařství, 1 kloboučnictví, 1 obchod s kartami, 7 hospod, 5 vináren, 2 kořalny, 1 hotel, 3 trafiky. Město mělo ještě vlastní spořitelnu, obecní úřad, policejní stanici, poštu a pivovar s roční produkcí 350 hl piva.
Společenský a kulturní život byl zastoupen mnoha spolky a organizacemi. Největší byl spolek veteránů s padesáti členy, činný od roku 1870 a Spolek dobrovolných hasičů s 49 členy, činný od roku 1877. Od roku 1875 se uvádí Střelecký spolek, od roku 1893 První spolek ostrostřelců, od roku 1895 Spolek německých turnerů a sekce Krušnohorského spolku, od roku 1896 Druhý spolek ostrostřelců, od roku 1897 Dělnický spolek, od roku 1898 Německý tělocvičný spolek „Jahn“, Německý mužský pěvecký spolek a pěvecký spolek sklárny.

### Do druhé světové války
Za první světové války se Oloví potýkalo s nedostatkem pracovních sil, který byl způsoben odvodem velkého počtu mužského obyvatelstva na vojnu. V roce 1914 měla olovská sklárna okolo 1200 zaměstnanců. Avšak když roku 1916 chtěla sklárna přestavět jednu sklářskou vanu, aby mohla vyrábět tabulové sklo modernější metodou – tažením, musela pozvat do Oloví skláře z Belgie. Na modernizačních pracích se podíleli i váleční zajatci přivážení do sklárny z nedalekého zajateckého tábora postaveného poblíž Jindřichovic. Vana však byla dohotovena až v roce 1920. Nová výrobní technologie se osvědčila a proto se o rok později začala přestavovat další vana. Olovští skláři tím přicházeli o práci a hromadně začali odcházet pracovat do Německa, kde se tabulové sklo ještě vyrábělo foukáním. Když se však i tam začala prosazovat výroba tažením, vraceli se někteří zpět. Za první světové války se také na krátký čas díky válečnému nedostatku kovů znovu otevřely některé olovské doly na olovo.
V první světové válce padlo 37 olovských občanů. Po vzniku československé republiky 28. října 1918 byla v Oloví 2. listopadu 1918 zřízena místní prorakouská vláda a zorganizováno olovské vojsko. Proto bylo 13. prosince 1918 město obsazeno československou armádou.
V roce 1921 byla v Horách zřízena česká menšinová škola, kterou navštěvovali i žáci z Oloví. Měla jednu třídu s 30–40 žáky, z nichž však většina byla německé národnosti. Škola byla umístěna v domě č.p. 76, který byl pronajatý od olovské sklárny. Od školního roku 1929/1930 byla dvoutřídní. Řediteli zde postupně byli Beneš, Matějovský, Kočí. Roku 1938 se začala pro českou školu v Oloví stavět vlastní budova. Stavbu přerušila druhá světová válka a škola nebyla dohotovena ani po osvobození. Za druhé světové války byla část stavby adaptována na činžovní dům č.p. 285. Roku 1922 byla v Oloví zřízena ve staré školní budově č.p. 108 německá měšťanská škola. Do té doby byla ve městě pouze čtyřtřídní německá národní škola z roku 1901. Pro novou měšťanku byla v letech 1925–26 postavena nová školní budova č.p. 1 nákladem 1 700 000 Kč.
Ve dvacátých a třicátých letech byla olovská sklárna největší sklárnou na tabulové sklo na světě. 1. ledna 1930 v ní propukla velká stávka proti propouštění dělníků za účasti téměř všech zaměstnanců. Stávky proti propouštění s menší účastí pracujících se konaly také 9. dubna 1922 a v roce 1932.

### Druhá světová válka a po roce 1945
Dne 1. října 1938 začalo německé vojsko obsazovat československé pohraničí a 4. října 1938 ve 4.45 hodin přijela do Oloví 1. pancéřová divize německé armády. Sklárna připadla německé firmě Deutsche Tafelglas AG ve Fürthu v Bavorsku. Později se stala majetkem firmy Ostdeutsche Glaswerke. Česká škola v Horách byla zrušena. Roku 1946 byly pomůcky z ní vráceny do školy v Oloví, spisy byly zničeny reemigranty. Tyto spisy a pomůcky byly uloženy po dobu druhé světové války v německé škole v Horách.
Za války bylo v roce 1939 odvedeno z Oloví 88 mužů na frontu, v roce 1940 115 mužů, v roce 1941 padlo 10 olovských rodáků a 69 jich bylo odvedeno. V roce 1942 padlo 11 mužů a odvedeno jich bylo 55. V roce 1943 padlo 24 mužů, roku 1944 17, roku 1945 padli 3 muži. Celkem bylo odvedeno 327 lidí, z nich padlo 65.
Koncem války obsadil město Druhý batalion 313. pěší skupiny 79. divize první americké armády. Ve staré městské kronice je napsáno: „Ať žije osvobozená republika Československá! 1945 měsíc květen. Konec hitlerismu! Nazdar osvobozené vlasti, Československé republice!“ Bližší udání data chybí. Vojáci se ubytovali ve školních budovách a v kině, v hostinci Na vršku měli jídelnu. Po obsazení Oloví Američany spravovali obec dva členové Revoluční gardy. Po založení místní správní komise 30. června 1945 se jeden z nich stal zaměstnancem na poště, druhý odešel z města. Předsedou MSK se stal Karel Boch. V roce 1946 byl předsedou Bělohlav, člen československé strany národně socialistické, jako pozdější člen MNV v únoru 1948 rezignoval. Kdy byl ustanoven MNV nelze ze zápisu z ustavující schůze zjistit, chybí datum, bylo to však někdy mezi 30. dubnem a 1. zářím 1946. Národní výbor se skládal z 11 členů KSČ, 6 členů ČSSD, 2 členů Čsl. strany národně socialistické a 1 člena ČSL. Předsedou byl zvolen František Bárta (ČSSD), prvním místopředsedou Jaroslav Rotta (KSČ) a druhým Jaroslav Kounovský (KSČ).
Dne 13. září 1945 byla ustanovena na školu v Oloví učitelka Libuše Burešová z Klánovic u Kutné Hory. Po delším jednání Američané uvolnili jednu místnost ve staré školní budově a ta byla upravena k vyučování. Zápis proběhl 12. října 1945. Přihlásilo se 200 německých dětí, přijato bylo 72 dětí Němců s rakouskou státní příslušností a těch Němců, kteří nebyli členy NSDAP. Do Vánoc přibylo do školy 9 dětí českých reemigrantů. Po odchodu amerického vojska 14. listopadu 1945 se uvolnila nová školní budova a začalo se v ní vyučovat. Všechny třídy se vyučovaly společně. Druhá třída obecné školy byla otevřena 8. února 1946. Ve školním roce 1946/47 byla otevřena třetí třída a ve školním roce 1947/48 bylo otevřeno již šest tříd.
Po válce vedla sklárnu prozatímní národní správa, od 1. ledna 1946 byla továrna začleněna do podniku Západočeské sklárny. Zároveň byla ustanovena národní správa tří krajkářských firem, které byly v padesátých letech zrušeny. Po osvobození pracovala továrna na výrobu dřevěných hraček, která stála na místě pozdějších garáží a autodílny sklárny. V ulici Čsl. lesů pracoval mlýn až do roku 1946, kdy byl majitel odsunut.
Odsuny Němců začaly 22. března 1946, kdy bylo odsunuto 52 osob. V dubnu 92, v květnu 104, v červnu 224, v červenci 314, v srpnu 301, v září 94, v říjnu 14 a v prosinci 2, celkem 1205 osob. Po odsunu přišli Oloví dosídlit Češi a Slováci z Maďarska, Polska, Francie, Jugoslávie a Holandska. Velkou část přistěhovalců tvořili Češi z vnitrozemí. K 1. říjnu 1948 bylo v Oloví 1088 obyvatel. V roce 1953 byly připojeny části Hory, Nové Domy a Studenec.
Sklářská tradice v Oloví přetrvává dodnes, kdy modernizované linky produkují protipožární sklo a automobilová zrcátka. Olovský kostel sv. Michaela Archanděla byl prohlášený za kulturní památku. Postupně se rekonstruuje podobně jako místní kapličky. Od 23. ledna 2007 byl obci vrácen status města.

## Obyvatelstvo
Při sčítání lidu v roce 1921 zde žilo 1 570 obyvatel, z nichž bylo 86 Čechoslováků, 1 343 Němců, sedm Židů a 134 cizinců. K římskokatolické církvi se hlásilo 1 505 obyvatel, 41 k evangelické církvi, 22 k církvi izraelitské, jeden k jiné církvi a jeden byl bez vyznání.
| Rok            | 1869  | 1880  | 1890 | 1900  | 1910  | 1921  | 1930  | 1950  | 1961  | 1970 | 1980 | 1991 | 2001 | 2011 |
| -------------- | ----- | ----- | ---- | ----- | ----- | ----- | ----- | ----- | ----- | ---- | ---- | ---- | ---- | ---- |
| Počet obyvatel | 1 079 | 1 108 | 911  | 1 350 | 1 874 | 1 570 | 1 752 | 1 025 | 1 115 | 889  | 994  | 842  | 861  | 851  |
| Počet domů     | 158   | 181   | 166  | 178   | 197   | 205   | 245   | 264   | 315   | 169  | 146  | 151  | 152  | 163  |

| Rok            | 1869  | 1880  | 1890  | 1900  | 1910  | 1921  | 1930  | 1950  | 1961  | 1970  | 1980  | 1991  | 2001  | 2011  |
| -------------- | ----- | ----- | ----- | ----- | ----- | ----- | ----- | ----- | ----- | ----- | ----- | ----- | ----- | ----- |
| Počet obyvatel | 2 177 | 2 194 | 1 898 | 2 472 | 3 664 | 3 396 | 3 589 | 1 684 | 1 943 | 2 266 | 2 146 | 1 783 | 1 901 | 1 741 |
| Počet domů     | 329   | 373   | 362   | 366   | 416   | 426   | 498   | 483   | 315   | 302   | 260   | 271   | 275   | 301   |

## Obecní správa

### Místní části
- Oloví
- Hory
- Nové Domy
- Studenec

### Komunální politika
Po prvních svobodných komunálních volbách od pádu komunistického režimu, které se konaly v roce 1990, stanul v čele olovské radnice Karel Nestrojil, původním povoláním zámečník. Svůj post obhájil ve třech volebních obdobích po sobě, v roce 1994 kandidoval za Svobodné demokraty (OH), v roce 1998 za Sdružení ČSNS a nezávislých kandidátů. V roce 2002, v 63 letech věku, se rozhodl již nekandidovat a odešel do Sokolova pracovat jako správce městského bytového domu.
Obecní politika byla v 90. letech 20. století poznamenána úspornými opatřeními a rozprodejem majetku. V roce 1995 převedla radnice bezplatně na obyvatele obecních bytů staré plynové spotřebiče, aby se vyhnula jejich výměně, která by olovskou kasu vyšla na milion korun. V roce 1996 se začalo s rozprodejem obecních bytů nájemníkům, za desetinu stanovené ceny. Byty si zakoupilo 35 nájemníků, v roce 1997 radnice nabídla k prodeji dalších 260 bytů, zájem o ně ale nebyl příliš velký. V roce 1998 město Plzeň vykoupilo do svého rezervního fondu akcie Západočeské energetiky a Západočeské plynárenské od malých obcí, včetně Oloví. Za působení Karla Nestrojila došlo rovněž k restituci obecních lesů, které do března 1996 spravovala lesní správa státního podniku Lesy ČR v Kraslicích. Vrácené lesy ale Oloví prodalo soukromým investorům, aniž by ovšem úročilo splátkové období.
Velkým problémem se pro Oloví stala nová čistírna odpadních vod. Byla vybudována v závěru působení Karla Nestrojila ve funkci starosty v letech 1999–2001 a stála zhruba 12 milionů korun. Státní dotace na ni činila 5,2 milionu a půjčka od ministerstva financí 3,9 milionu korun. V roce 2004 ale finanční úřad zjistil nesrovnalosti v projektu a nařídil Oloví vrátit dotaci, půjčku plus zaplatit pokutu a penále. Celkem tak mělo Oloví odvést státu 18 milionů korun, což byla částka o 3 miliony přesahující tehdejší roční rozpočet města. V roce 2005 ministerstvo financí obří pokutu Oloví prominulo, město dostalo za úkol jen postupně doplatit půjčku od ministerstva plus pokutu 700 tisíc korun.
V roce 2002 se stal starostou Oloví Vladimír Opolský (KSČM). Ten byl již předtím, v letech 1981 až 1990, předsedou olovského MNV za KSČ. Po pádu komunistického režimu byl opakovaně zvolen členem olovského zastupitelstva. Jeho působení ve funkci bylo poznamenáno především zvyšujícím se sociálním napětím ve městě. V Oloví se nedařilo snižovat vysokou nezaměstnanost, například na začátku roku 2004 byla ve výši 18,3 %. V roce 2006 vydalo Ministerstvo práce Analýzu romských lokalit, ve které označilo dva třípatrové domy na olovské periferii, obývané ze 70 % Romy, za ghetto. Jeden z domů, který byl v havarijním stavu, obec prodala i s nájemníky na začátku roku 2006 za 300 tisíc korun do soukromých rukou. V havarijním stavu se ocitl olovský kostel. Na opravu jeho střechy v letech 2004–2005 přispělo město Oloví celkovou částkou 400 tisíc korun, další peníze přinesly veřejné sbírky, uspořádané v Oloví, velkou měrou se podílela na finančních nákladech i olovská katolická farnost, olovští rodáci žijící v Německu a Česko-německý fond budoucnosti.
V roce 2004 se stal uvolněným radním Karlovarského kraje pro oblast životního prostředí tehdy devětatřicetiletý podnikatel z Oloví Luboš Orálek (ODS). Ten později, v roce 2011, vystoupil demonstrativně z ODS poté, co prohrál ve stranických primárkách před nadcházejícími krajskými volbami. Zároveň zrušil místní sdružení ODS v Oloví.
Po volbách v roce 2006 se stal starostou Miroslav Filandr, kandidující na kandidátce ČSSD. Svůj post obhájil i po volbách v roce 2010, ve kterých kandidoval za uskupení Starostové a nezávislí. Vladimír Opolský se stal olovským místostarostou.
V roce 2012 podepsalo 500 obyvatel Oloví petici, vyzývající radnici, aby odkoupila panelový dům v místní části Hory s problematickými nájemníky. Město by tak získalo možnost určovat, kdo může v paneláku bydlet. Šlo o původní podnikový dům olovské sklárny, který zakoupil za 1,2 milionu korun podnikatel Petr Husák, jenž do něj nastěhoval sociálně slabé rodiny. Starosta Miroslav Filandr tedy začal s majitelem domu jednat, ten ale za něj požadoval nejdříve 8,2 milionu, pak 11 milionů; město bylo ochotno dát jen 4 miliony a proto z obchodu sešlo. Události kolem petice štěpily olovské zastupitelstvo. Zastupitel Jakub Hofman (bezpartijní za Stranu Sportu Zdraví Prosperity) byl členem petičního výboru, zastupitel Luboš Orálek (ODS) hrozil, že pokud k obchodu dojde, podá trestní oznámení kvůli nehospodárnému nakládání s majetkem města. Kvůli petici chtěli rovněž demonstrovat olovští Romové, po setkání se starostou ale demonstraci odvolali.
V roce 2013 zastupitelé v Oloví posunuli začátky jednání zastupitelstva z 15. hodiny na 18. hodinu. Požadovala to petice, kterou inicioval Lukáš Kričfaluši a kterou podepsalo 150 lidí.

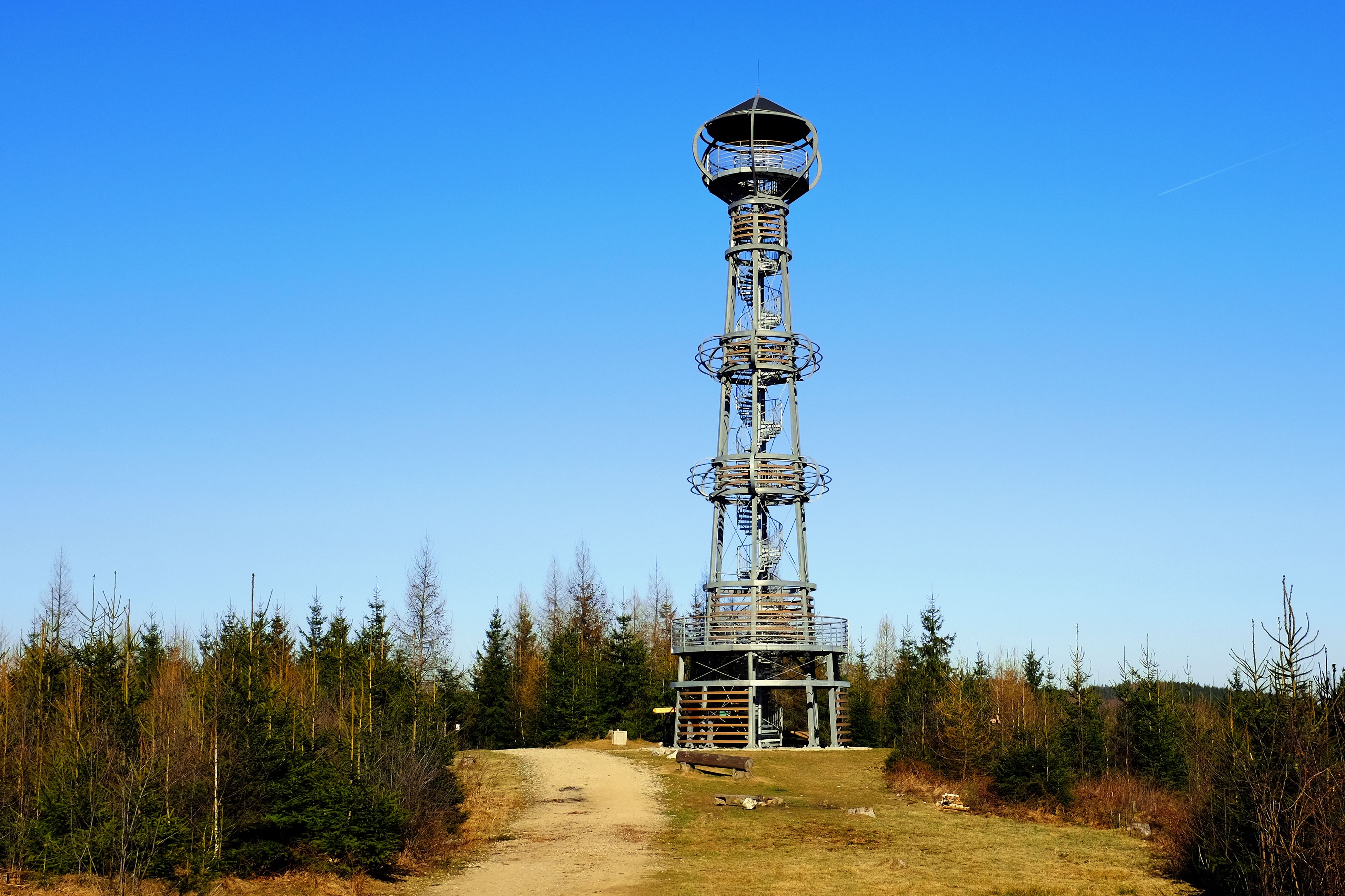
Rozhledna Cibulka nad Olovím z roku 2014

V květnu 2012 proběhlo na olovské radnici výběrové řízení na zateplení dvanácti panelových domů z 60. let 20. století za 40 milionů korun. Do soutěže na zhotovitele se přihlásilo celkem 14 firem, zakázku nakonec komise přidělila chebské stavební firmě ŠU-STR, jejíž nabídka byla o 6 milionů dražší než nejlevnější nabídka v tendru. V září 2013 kvůli tomu prohledala policie olovskou radnici a obvinila starostu Miroslava Filandra, ředitele Bytové organizace Oloví Radka Jelínka a dva lidi z firem, které se o zakázku ucházeli, z přijetí úplatku. Zároveň Úřad pro ochranu hospodářské soutěže vydal předběžné opatření zakazující uzavřít smlouvu s vítěznou firmou. Aféra se vyostřila v říjnu 2013, kdy šéf olovského kontrolního výboru, opoziční zastupitel Stanislav Polášek (ČSNS) obdržel poštou jako výhrůžku ostrou nábojnici. Kauza se promítla i v komunálních volbách v říjnu 2014. Miroslav Filandr se sice dostal do zastupitelstva za Hnutí za harmonický rozvoj obcí a měst, ale olovským starostou byl zvolen kritik dosavadních poměrů na radnici Lukáš Kričfaluši (Sdružení pro lepší budoucnost města Oloví). Místostarostou se stal Jiří Mikuláš (Sdružení pro lepší budoucnost města Oloví).
V únoru 2015 Krajský soud v Plzni konstatoval, že Miroslav Filandr i Radek Jelínek si řekli o úplatek a vyměřil jim trest tříletého vězení s pětiletým odkladem. Olovský podnikatel Vladimír Šmídl si ve stejné kauze vyslechl tříletý trest s podmíněným odkladem na tři roky. Posledního obžalovaného, Vlastimila Strýčka, soudci obžaloby zprostili. Rozhodnutí soudu ale nebylo pravomocné, protože se odsouzení odvolali.Po dalším přezkoumání u nejvyššího soudu, došlo k rozhodnutí, že šetření celého případu neproběhla správně a vrátil případ k přezkoumání.Po dalším soudem byli všichni obžalovaný osvobození v plném rozsahu.

## Sklárna
Olovská sklárna patřila na začátku devadesátých let do podniku Sklo Union Teplice, který sdružoval 7 dalších skláren. V roce 1991 do firmy kapitálově vstoupil belgický sklářský koncern Glaverbel Group, součást největšího výrobce skla na světě, japonské společnosti Asahi Glass. Nový vlastník téměř sta procent akcií Sklo Unionu investoval v samotném olovském závodě 120 milionů Kčs do modernizace výroby. Olovská sklárna se začala specializovat na výrobu lékařského a rámovacího skla. V polovině devadesátých let se v olovské sklárně, přejmenované na Glavunion, rozhodli zrušit výrobu tabulového skla tlustšího jak 2 milimetry a nadále se specializovat pouze na výrobu velmi tenkého skla. V důsledku toho bylo na přelomu let 1996/1997 propuštěno ze sklárny 120 zaměstnanců. 1. srpna 1997 se do olovské sklárny převedla výroba zpětných zrcátek pro automobily z nedaleké Krajkové. Podnik tak byl rozdělen na dvě části: Vertec Oloví (výroba tenkého skla) a Mirocar Oloví (výroba zpětných zrcátek).
Na konci roku 1999 se olovská výroba tenkého skla dostala do odbytových potíží a výroba na které se podílelo 200 zaměstnanců, byla zastavena. Místo ní se vlastník sklárny rozhodl do Oloví přenést výrobu protipožárního skla Pyrobel, které se do té doby vyrábělo pouze v Belgii. Založil za tím účelem novou společnost Glaverbel Oloví, nabídl v ní ale práci jen padesátce zaměstnanců. V roce 2000 se začalo s demolicí historických provozů sklárny, aby se uvolnilo místo pro novou výrobní halu na protipožární sklo. V prosinci 2000 byl odstřelen tovární komín sklárny. Plně automatizovaná výroba protipožárního skla se spustila v roce 2001, ředitelem firmy Glaverbel Oloví se stal Zdeněk Frelich. Jestliže byla míra nezaměstnanosti v Oloví po uzavření sklářského provozu Vertec 20%, po otevření haly firmy Glaverbel klesla olovská nezaměstnanost jen málo – na 17 %. Ziskovost výroby protipožárního skla ovšem předčila očekávání majitelů sklárny a tak v roce 2002 ředitel závodu Zdeněk Frelich oznámil, že se akciová společnost Glaverbel Czech bude do roku 2004 investovat několik set miliónů korun do rozšíření závodu v Oloví. Obrat společnosti Glaverbel Oloví v roce 2002 činil 700 milionů korun. V roce 2004 byla tedy otevřena ve firmě Glaverbel v Oloví už třetí výrobní linka na protipožární sklo, o rok později následovala čtvrtá. V roce 2004 firma zaměstnávala 115 zaměstnanců a patřila mezi ekonomicky nejúspěšnější provozy v rámci celé sklářské skupiny belgického vlastníka. V roce 2007 se firma Glaverbel Czech přejmenovala na AGC Flat Glass Czech. Ředitel olovské sklárny Zdeněk Frelich byl v roce 2014 oceněn v soutěži České manažerské asociace jako nejlepší český manažer sklářského průmyslu roku.
Naopak druhému provozu v areálu olovské sklárny, výrobně zpětných zrcátek Mirocar, se ekonomicky nedařilo podle představ sklářského koncernu. V roce 2007 proto Glaverber podepsal předběžnou smlouvu s německou skupinou Flabeg o odprodeji výrobny. V té době Mirocar zaměstnával 122 lidí. Koncern Flabeg přislíbil, že nebude propouštět a výrobu v Oloví zachová. Výrobu zrcátek se ale nepodařilo výrazně oživit ani německému vlastníkovi, v roce 2009 firma s novým názvem Flabeg Czech už zaměstnávala jen 60 lidí. V témže roce se německý vlastník rozhodl investovat do olovského provozu 4,5 milionu eur, aby tam vybudoval novou linku na stříbření a lakování speciálních zrcadel pro solární elektrárny.  V roce 2010 byl ale celý projekt podle jednatele firmy Vladimíra Jandy na neurčito odložen. 

## Pamětihodnosti
- kostel svatého Michaela archanděla
- přírodní rezervace V rašelinách v k. ú. obce
- přírodní památka Studenec v k. ú. obce